# アロハ・アイランドエアー1712便墜落事故
アロハ・アイランドエアー1712便墜落事故は、1989年10月28日にアメリカ合衆国のカウナカカイで発生した航空事故である。
カフルイ空港からモロカイ空港へ向かっていたアロハ・アイランドエアー1712便（デ・ハビランド・カナダ DHC-6-300）がモロカイ空港への進入中に墜落し、乗員乗客20人全員が死亡した。この事故はハワイ州で発生した民間航空機の事故としては2番目に死者数の多いものとなった。
事故翌年から毎年10月28日にモロカイで事故の追悼式が行われており、墜落現場への献花や灯籠流しなどが行われている。

## 飛行の詳細

### 事故機
事故機のデ・ハビランド・カナダ DHC-6-300（N707PV）は1973年に製造番号400として製造されており、直近の検査は1989年10月22日に行われていた。総飛行時間は19,875時間で、30,139サイクルを経験していた。。

### 乗員乗客
1712便には乗員2人と乗客18人が搭乗していた。 乗客にはモロカイ高校のバレーボールチームのメンバー8人と高校の職員2人を含む地元住民13人などが含まれていた。モロカイ高校の生徒たちはマウイでバレーボールの試合を終え、帰途に着くところだった。
機長は30歳の男性で、1987年10月に入社し、1989年8月に機長に昇格していた。総飛行時間は3,542時間で、DHC-6では1,668時間の経験があった。また、機長は以前に事故と違反行為に1回ずつ関与していた。事故はブレーキの故障によるもので、1986年2月7日に発生した。違反行為は1984年8月1日にしており、無謀な操縦などが原因だった。これにより、機長は180日間の飛行停止処分となっていた。
副操縦士は27歳の男性で、1988年7月にランプエージェントとして雇われた。1989年8月に副操縦士として採用された。総飛行時間は425時間で、DHC-6では189時間の経験があった。

## 事故の経緯
HST18時25分、1712便はカフルイ空港を離陸した。飛行予定時間は25分で、モロカイ空港には18時50分に到着する予定だった。18時27分、1712便は1,000フィート (300 m)で水平飛行に移った。18時30分、1712便は500フィート (150 m)まで降下した。18時37分、1712便はレーダーから消失した。
19時30分に捜索活動が開始された。捜索は沿岸警備隊のHH-65 ドルフィンやC-130などによって行われた。翌朝、1712便の残骸がモロカイ島の沿岸部にある山脈の北東で発見された。回収された遺体はカフルイ空港へヘリコプターで輸送された。

## 事故調査
国家運輸安全委員会（NTSB）の調査官6人と連邦航空局（FAA）の調査官2人が事故現場で調査を行った。アロハ・アイランドエアーはパイロットが通常よりも低い高度を有視界飛行で飛行していたと述べ、責任はパイロットにあると発言した。
事故原因はCFITであると結論付けられた。夜間の計器飛行条件下の状況にもかかわらず、機長は有視界飛行方式で飛行を行った。そのため、目の前の山に気づかなかった。加えて、対地接近警報装置が機体に搭載されていなかったことも指摘された。また、航空会社が急速に事業を拡大したため、パイロットの管理などが疎かになり、FAAも適切な監視を行えなかった。